# Фрасон
Фрасон (*Θράσων, д/н —бл. 80 до н. е.) — індо-грецький цар у західному Пенджабі в 90-х роках до н.е.

## Життєпис
Вважається представником династії Євтидемідів. Можливо був онуком (за іншою версією одним з синів) царя Менандра I. також різняться версії стосовно часу панування цього царя: 130-120 роки до н.е. або 95-80 роки до н.е. 
Відомий насамперед своїми монетами, що дублюють стиль монет Менандра I з написом цар царів та зображення богині Афіни. За однією з гіпотез був лише номінальним володарем за фактичного панування одного з військовиків. Більшість дослідників вважають період знаходження Фрасона на троні короткочасним. Помер напевне молодим. Його змінив Артемідор I.